# 王孙苏
王孙苏（?—?），中国春秋时期周朝的卿士。
鲁文公十四年（周顷王六年，前613年）四月，周顷王驾崩，周公阅与王孙苏争政，晋国赵宣子赵盾平定此事。王孙苏和召戴公、毛伯卫在王室是政敌。鲁宣公十五年（前594年）夏，王孙苏派王子捷杀召戴公及毛伯卫，立召襄为召国之君。有人怀疑王孙苏就是王叔桓公。